# Graham Haskell
Graham Haskell (* 3. August 1948) ist ein ehemaliger australischer Sprinter.
Bei den British Commonwealth Games 1974 in Christchurch wurde er Achter über 100 m und Vierter über 200 m. Mit der australischen Mannschaft siegte er in der 4-mal-100-Meter-Staffel.
1974 und 1975 wurde er Australischer Meister über 100 m.
Graham Haskell lebt heute als Künstler in Tasmanien.

## Bestzeiten
- 100 m: 10,42 s, 25. Januar 1974, Christchurch (handgestoppt: 10,1 s, 27. Oktober 1973, Sydney)
- 200 m: 21,12 s, 29. Januar 1974, Christchurch (handgestoppt: 20,9 s, 8. Dezember 1973, Hamilton)